# 东欧剧变
，西方世界称之为1989年革命（英語：Revolutions of 1989）或共产主义的垮台（英語：Fall of Communism），指在1990年前后东欧和中欧的社会主义国家中，发生反对派推翻共产党和工人党政权的急剧政治变化。1989年波兰团结工会取得合法地位后，剧变开始。
1989年6月4日，波兰团结工会在议会选举中以压倒性优势击败执政党波兰统一工人党。同月，匈牙利亦开始拆除其部分边境设防，大量东德居民经由该国流入西德。这加剧了东德内部的不稳定情绪，莱比锡等地出现了大规模群众示威，最终致使柏林墙倒塌，两德合并。剧变其后扩展到匈牙利、东德、保加利亚、捷克斯洛伐克、罗马尼亚等前华沙条约组织国家。社会主义阵营国家出现大范围反对当局执政的抗议活动。而苏联在1991年八一九事件失敗后，也不可避免地走向分裂。东欧剧变最终以蘇聯共產黨解散、苏联解体告终，一般被认为标志着冷战的结束。1990到1992年间，苏联各加盟共和国、南斯拉夫各共和国相继成为独立国家，捷克斯洛伐克在1993年和平分裂。
苏联域外的贝宁人民共和国、刚果人民共和国、安哥拉人民共和国、莫桑比克人民共和国、埃塞俄比亚人民民主共和国和索马里民主共和国、也门民主人民共和国、阿富汗民主共和国、蒙古人民共和国、柬埔寨人民共和国也相继宣布放弃马克思列宁主义路线。當時中華人民共和國也曾受其影響，有民眾表達對政治改革的訴求，因鄧小平下令六四清场使得運動被迫提早中止，但也因東歐此時劇變持續到年末，中國的流血事件廣泛流傳，加上人們開始拒絕替當局工作，使暴力機關在民意壓力下，無力繼續推動運行，這使得日後东欧順利進入和平演变的形式，接受了多黨制競爭，其後共產黨便紛紛落選，東歐國家大規模的政治制度和意識形態劇變得以實現，在东欧剧变后，西方许多左翼政党繼續重組，指导意识形态转变为社会民主主义的方式存在。這波民主化影響非常大，蘇聯隨後解體使冷戰格局被重構，北大西洋公约组织和欧洲联盟亦向东欧扩张，欧洲一体化的进程也因而大大加快。

## 背景

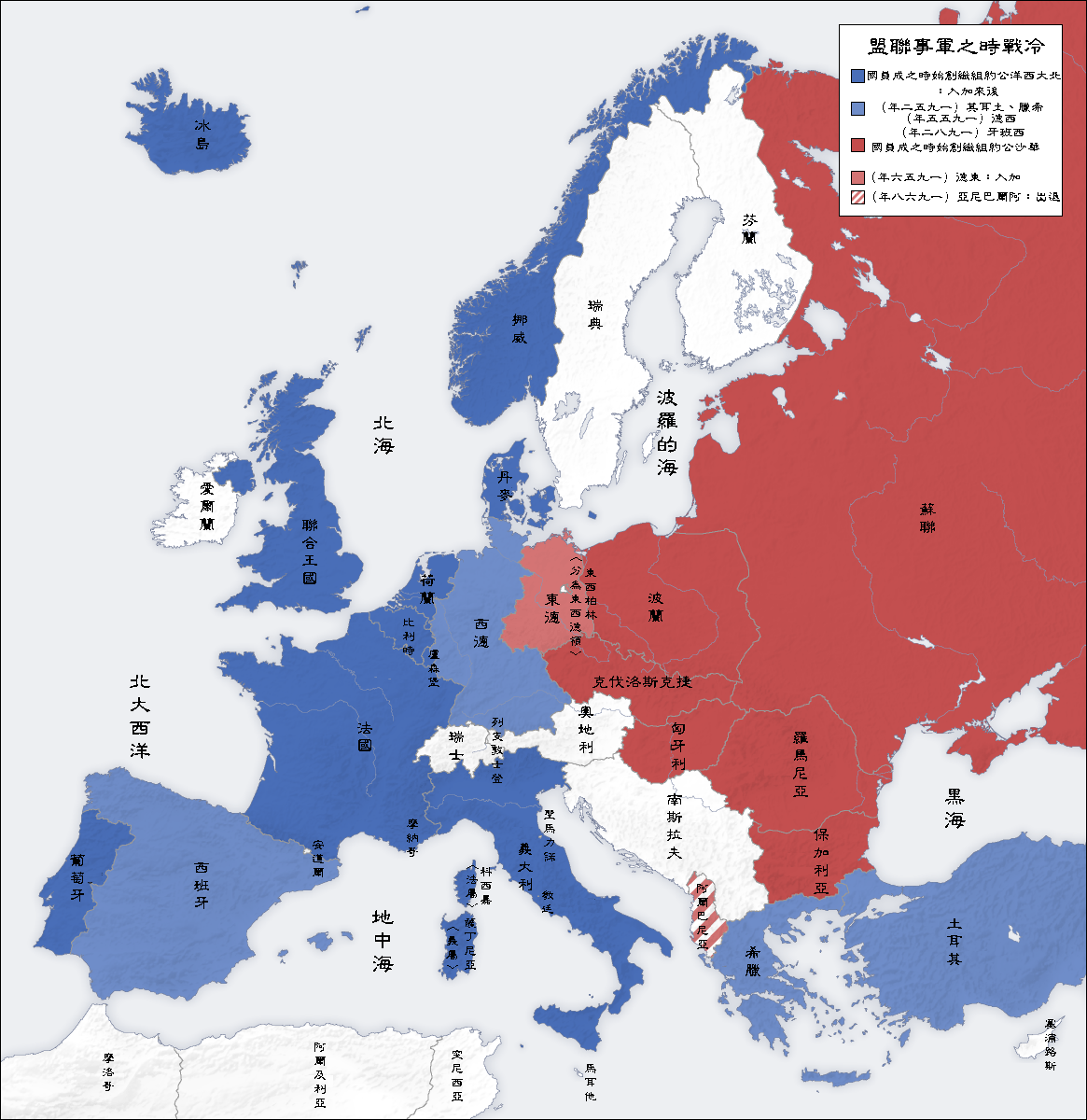
冷戰時歐洲格局圖

第二次世界大戰結束後，雅爾塔體系開始形成。早在1944年－1945年，苏联红軍佔領了匈牙利王國、羅馬尼亞王國、保加利亞王國、波蘭及捷克斯洛伐克等前納粹德國的東歐盟友或佔領地，在蘇聯扶植下於戰后令部份東歐君主制國家放棄了君主制，成立共產政權。1949年，美國主導的北約成立，大力扶植反蘇政權（暫不论是民主或专制體系）。另一方面，蘇聯则加強其對東歐各國實行軍事佔領，推行共產主義並扶植親蘇的共產黨政權。1955年，華沙公約組織成立，除了南斯拉夫外，所有東歐國家均加入，以蘇聯為首的社會主義陣營在東歐正式結成軍事同盟。美蘇兩國之間的政治集團於歐洲展開全面對峙，历史进入「冷战时期」。
冷戰后期，东欧各国在各方面的問題日益突出。在内因上：在经济方面，东欧袭用苏联高度集中的计划经济体制，片面发展重工业，人民生活水準仍然很低；在政治方面，东欧各国的执政党和政府因为缺乏监督和选举，贪污腐败、践踏法律和人权的行为层出不穷。在外因上：苏联在米哈伊尔·戈尔巴乔夫出任苏联共产党总书记后推行的建设「民主社会主义」纲领推动了东欧各党的改组，同时戈尔巴乔夫采取「辛納屈主義」减少了对东欧国家的控制。可以说，东欧剧变是东欧各国在冷战期间长期积累各种問題的总爆发，而以美国为首的西方民主國家在这些地區推行和平演变政策并協助其民主化。

### 社会主义国家中存在的问题

因产品短缺造成商店门前大排长龙的东欧国家
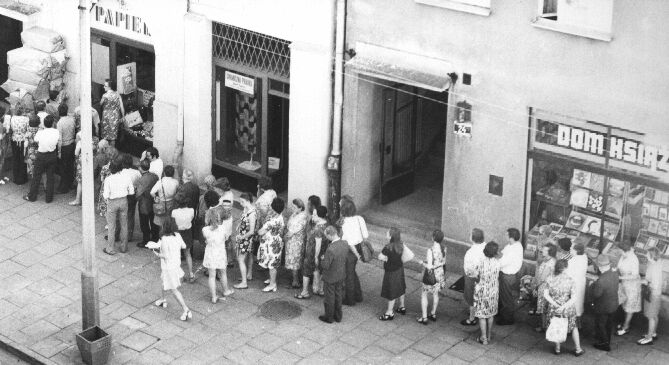
1981年 波兰华沙
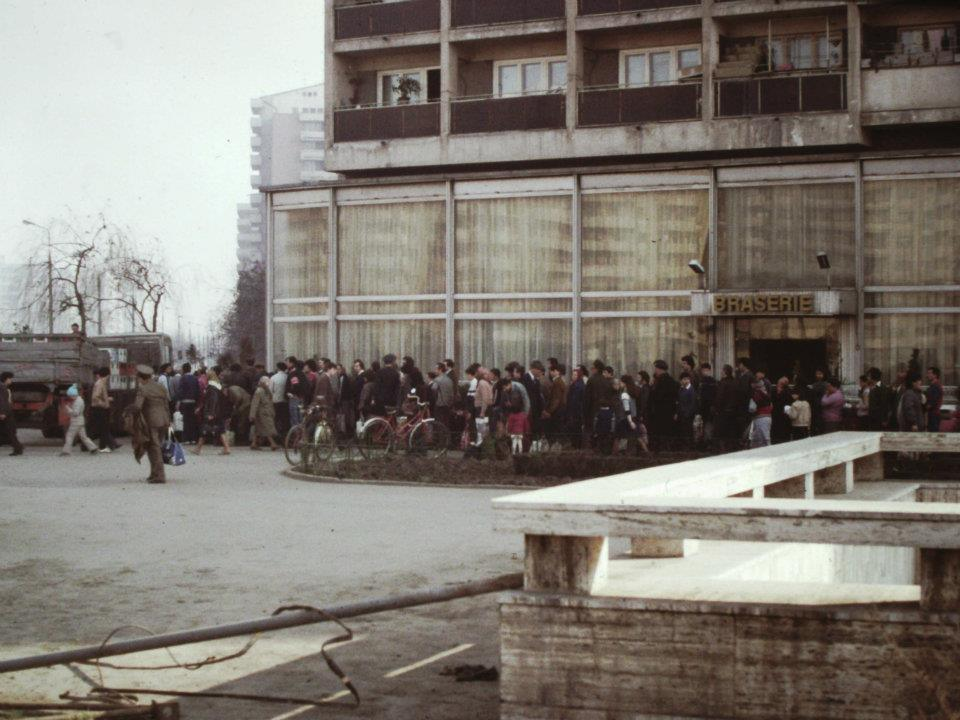
1986年 罗马尼亚布加勒斯特

共产党专政国家的媒體僅為执政黨的宣傳工具，完全被政府用以控制資訊流通和人民思想，各種資訊的傳播遭到當局嚴厲地控制，因為知識的流通可能導致高壓政權的黨國體制瓦解。
儘管共產黨當局的強勢管制，西方國家的媒體傳播工具還是靠著各種管道與媒介進入東歐的鐵幕中，而共產主義制度下的反對者常藉由地下秘密出版的文宣來表達自己的意見。。
政治方面，东欧各国最高领导人大多为“终身制”，阿尔巴尼亚劳动党第一书记恩维尔·霍查、南斯拉夫總統约瑟普·布罗兹·铁托掌权时间达到惊人的40余年，保加利亚共产党总书记托多尔·日夫科夫在位35年之久，匈牙利社会主义工人党总书记卡达尔·亚诺什执政超过31年，罗马尼亚共产党总书记尼古拉·齐奥塞斯库统治他的国家近25年，德国统一社会党第一书记瓦尔特·乌布利希和罗马尼亚共产党总书记格奥尔基·乔治乌-德治担任最高领袖有20年，捷克斯洛伐克共产党总书记古斯塔夫·胡萨克和德国统一社会党总书记埃里希·昂纳克的时代都达到18年，就连捷克斯洛伐克共产党第一书记安东宁·诺沃提尼和波兰统一工人党第一书记瓦迪斯瓦夫·哥穆尔卡任职也都超过了14年，随之带来的则是严重的老人政治、个人崇拜、政治腐败和各种亲信政治、裙带关系。
经济方面，东欧袭用苏联高度集中的计划经济体制，片面发展重工业，人民生活水準仍然很低，日用品等产品严重短缺，在商店门前排队购物是很常见的场景。
自然環境的嚴重破壞是社會主義國家非常普遍和嚴重的問題，而空氣污染、地下水污染、性能極差的托拉邦小車和切尔诺贝利事件已变成代表社会主义的标志。

## 经过
东欧剧变前，東欧共有8個共产主義国家：
| 主權國家                     | 執政黨                 | 官方語言                                  |
| ---------------------------- | ---------------------- | ----------------------------------------- |
| 波蘭人民共和國               | 波蘭統一工人黨         | 波蘭語                                    |
| 匈牙利人民共和国             | 匈牙利社會主義工人黨   | 匈牙利語                                  |
| 德意志民主共和國             | 德国统一社会党         | 德語                                      |
| 保加利亞人民共和國           | 保加利亞共產黨         | 保加利亞語                                |
| 捷克斯洛伐克社會主義共和國   | 捷克斯洛伐克共產黨     | 捷克語 斯洛伐克語                         |
| 罗马尼亚社会主义共和国       | 羅馬尼亞共產黨         | 羅馬尼亞語                                |
| 南斯拉夫社會主義聯邦共和國   | 南斯拉夫共產主義者聯盟 | 塞爾維亞-克羅地亞語 斯洛文尼亞語 馬其頓語 |
| 阿爾巴尼亞社會主義人民共和國 | 阿爾巴尼亞勞動黨       | 阿爾巴尼亞語                              |

這些國家在1940年代中后期都曾遭蘇聯強勢鎮壓反對勢力，且都在八十年代時陷入严重的经济困难，政治局势发生了激烈的动荡，共产党或工人党领导人被迫放弃社会主义的道路，把建立“民主社会主义”作为其奋斗目标，放鬆了对社会实施的高压統治，实行政治多元化，減弱了对反对派的打压，反对势力大增，通过大选建立新政权。在德國的柏林圍牆倒下後，東西德經歷45年的分裂後重新統一。位於巴爾幹半島的南斯拉夫亦一分為五，包括斯洛文尼亞、克羅地亞、波斯尼亚和黑塞哥维那、馬其頓及南联盟（2003年改称塞尔维亚和黑山，2006年解体，2008年科索沃单方面宣布从塞尔维亚独立，未被国际社会普遍承认，实为一分为七），而捷克斯洛伐克則於1993年分裂解体為捷克及斯洛伐克，最後社會主義陣營的“老大哥”蘇聯亦於1991年12月25日解體，十五個獨立的主權國家成立，部分加入獨聯體。

### 波蘭人民共和國
波蘭是第一个发生革命的国家，1980年11月，以瓦文萨为首的团结工会成立，这是东欧国家第一个独立的工会。1981年底至1983年7月，全国实行战时状态，取缔团结工会。1988年5月再度爆发大规模工潮，1989年2月，波兰统一工人党和团结工会举行圆桌会议，达成了团结工会合法化、改行总统制和议会民主等重要协议。
1989年6月4日大选，改選议会的部分议席，团结工会在众议院和参议院分别获得改選的35%和99%的席位，選舉首位非共產黨總理。12月29日，议会通过宪法修正案，恢復国名为波兰共和国，并更改国徽。1990年1月，波兰统一工人党第十一次代表大会宣告该党停止活动，該党后來演变為今天的民主左翼联盟。同年的總統選舉，瓦文萨成為首位民選總統。

### 匈牙利人民共和國
1989年匈牙利政治局面發生劇烈變化，極不穩定，就在當年的2月，匈牙利社會主義工人黨公開宣佈：放棄執政位置，開始多党政治。接著，黨內矛盾開始逐步進入公開化，導致黨的最終徹底分裂。
1989年10月6日，匈牙利社會主义工人党在提前召開的第十四次（非常）代表大會上，決定將社會主义工人党易名匈牙利社会党，並且把黨的意識形態轉變為“民主社會主義”的社會體制意向。
1989年10月23日，新的民選國會通過的憲法修正案中，把“匈牙利人民共和國”易名“匈牙利共和國”，決定取消為集体國家元首的共和國主席團，開始實行總統制；确立多党制和議會民主的法治國家；取消馬列主義意識形態的政黨在國家機構中領導作用的原規定。雖然如此，原憲法不少條文仍然適用，直至2011年4月18日頒布新憲法為止。

### 德意志民主共和國

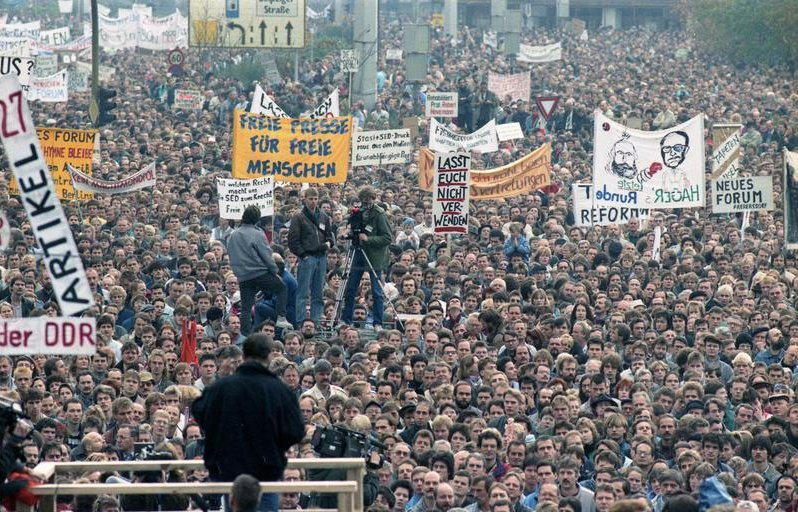
1989年11月4日的东柏林

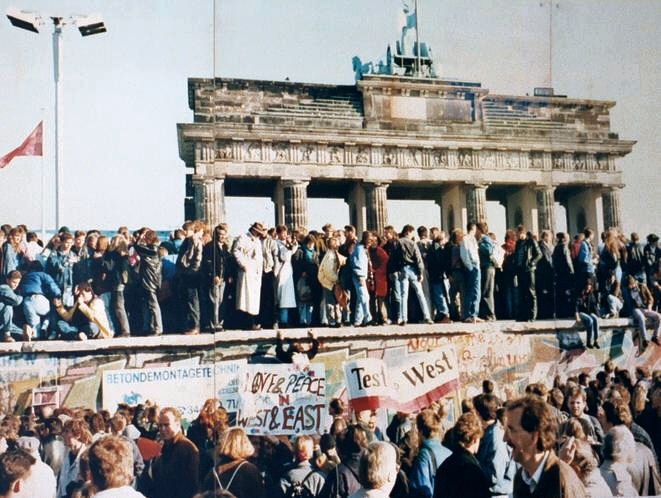
推倒柏林墙

1989年民主德國（东德）政局嚴重變化。自當年5月開始，利用匈牙利開放奧匈邊境之機，民主德國大批公民移至聯邦德國（西德）。10月份，多城市爆發了規模不一的游行，要求放寬出國旅行和新聞自由的限制。
10月18日，東德最高領導人、德國統一社會黨總書記埃里希·昂纳克宣布辭職。11月9日，柏林墙倒塌。
11月28日，西德總理科爾提出關於兩德實現統一的十點計劃。12月，德國統一社會黨改名為民主社會主義黨，後與德國社會民主黨的左翼派系合併，演变為今日的德国左翼党。
1990年2月13至14日，东德部长会议主席汉斯·莫德罗首次訪問西德。3月18日，東德人民議會舉行首次自由選舉，東德基督教民主聯盟的洛塔尔·德梅齐埃任部长会议主席（總理），兩德統一的步伐急劇加快。
5月18日，兩德在波恩簽署“關於建立貨幣、經濟和社會聯盟的國家條約”。8月31日，雙方又在柏林簽署兩德統一條约。
9月24日，东德國家人民軍退出華沙條約以及相關若干組織。10月3日东德加入西德。民主德國的憲法、人民議院、政府自動取消，前14專區為了適應西德建制改為5州，一併進聯邦德國，分裂40多年的兩德至此统一。

### 保加利亞人民共和國
1980年代後期在蘇聯開始的新思維也給保加利亞帶來了影響。保加利亞共產黨和黨第一書記日夫科夫都逐漸無法抵抗要求改革的呼聲。1989年11月，在索菲亞發生了關於環境問題的示威，示威后進一步擴大至要求全面政治改革。保加利亞共產黨一些人也認識到改革的必要性，對此反應迅速。1989年11月10日，日夫科夫被迫辭去第一書記的職務。1990年2月，共產黨自行宣布放棄一黨专政體制，黨名也改為保加利亞社會黨。同年6月，保加利亞舉行了1931年以來首次自由選舉，保加利亞成為多黨制國家。同年11月，国名改為保加利亞共和國。

### 捷克斯洛伐克社會主義共和國
1989年，捷克斯洛伐克社會主義共和國发生举世瞩目的天鹅绒革命。超过九成的捷克斯洛伐克民众在全民公决中要求开放言论自由，组党结社自由，释放政治犯等要求。在捷克斯洛伐克民众的强大压力下，捷克斯洛伐克共产党被迫答应举行选举。选举的结果是，由社会不同人士组成的公民论坛大获全胜，刚刚出狱才42天的瓦茨拉夫·哈维尔当选为捷克斯洛伐克新总统。而捷克斯洛伐克共产党遭受惨败，无力继续操纵军队警察和其它国家机构，被迫交出政权，在选举半年后停止一切活动，宣布解散。捷克斯洛伐克共产党的地方组织在此之前已组成斯洛伐克民主左翼党和捷克和摩拉维亚共产党。

### 羅馬尼亞社會主義共和國
1989年12月16日，羅馬尼亞西部重鎮蒂米什瓦拉發生匈牙利人騷動，即蒂米什瓦拉事件。羅馬尼亞共產黨政府曾一度以武力鎮壓手段平息了騷動，並有傳蒂米什瓦拉死傷人數近萬的傳聞，縱使如此黨總書記齊奧塞斯庫當時還出訪伊朗，事實上局勢並未有因此而平息，反而一發不可收拾。在12月21日當壽西斯古總書記在羅馬尼亞共產黨總部講話時突然有民眾叫囂，隨後台下原本被動員到場支持羅共政權的民眾也大喊「打倒齊奧塞斯庫！」口號，這場面被羅馬尼亞電視台意外拍攝下來，又被全國觀眾看到，畫面隨即被中斷（呈紅色畫面）。局勢逐漸失控並引起全國國民參與反齊奧塞斯庫的羅馬尼亞革命。獨裁統治多年的領導人齊奧塞斯庫終在12月22日倒台。曾表示軍隊屬於人民的國防部長米列亞突然死亡，這導致羅馬尼亞軍隊與齊奧塞斯庫決裂，隨後雙方軍隊不斷爆發激烈槍戰。此時齊奧塞斯庫曾乘直升機逃亡，但場面已被倒戈的自由羅馬尼亞電視台（TVR）全部拍攝。隨後在布加勒斯特北郊降落時即被救國陣線成員逮捕。最後在聖誕節當日下午被羅馬尼亞救國陣線軍隊緝拿審問和判處死刑，其後齊奧塞斯庫與其夫人埃列娜於羅馬尼亞南部登博維察縣一個軍營空地枪決，羅共政權正式消亡。

### 南斯拉夫社會主義聯邦共和國
塞爾維亞人抗議者在前往斯洛文尼亞時被克羅地亞阻止一事，使得1990年的南斯拉夫共产主义者联盟會議上出現了政治危機。塞尔维亚共产主义者联盟總書記、後來的塞爾維亞總統米洛舍維奇支配下的塞爾維亞強烈主張塞爾維亞人在聯盟的特權，在共產主義者联盟的會議上要求實施黨員一人一票的制度。
由於塞爾維亞人在人數上佔據優勢，實施一人一票制度將對塞爾維亞非常有利，並使塞爾維亞長期支配南斯拉夫。斯洛文尼亞和克羅地亞反對這一方案，塞爾維亞和黑山的代表對斯洛文尼亞施壓，威脅將對所有斯洛文尼亞提出的改革案投反対票，試圖使其贊成新的投票方式。斯洛文尼亞和克羅地亞的代表們拒絕了要求，宣佈退出共產主義者联盟。在此之後，共產主義者联盟崩潰，南斯拉夫所有的構成國都實施了多黨制。
1990年之後，南斯拉夫的各加盟共和國都舉行了基於多黨制民主選舉，共產黨未能在選舉中取勝，失去了執政地位。在幾乎所有的共和國，代表民族主義勢力的執政黨都取而代之掌握了政權。各加盟共和國的共產黨後來也改組為社會黨或社會民主黨。
1991年年初，和克寧危機進展的同時，波黑、馬其頓、克羅地亞、斯洛文尼亞都通過選舉選出了傾向獨立的共和國政府。斯洛文尼亞根據公民投票的結果，要求獨立。1991年5月，在克羅地亞實施了決定是否獨立的公民投票。大多數克羅地亞人支持從南斯拉夫獨立，而居住在克羅地亞的塞爾維亞人抵制投票。斯洛文尼亞和克羅地亞兩國都在1991年6月25日宣佈獨立。其後南斯拉夫發生多次獨立戰爭，包括克羅地亞戰爭、波黑战争及科索沃戰爭。戰爭進行逾十年才結束。

#### 南斯拉夫各國解體事件一覽表
| 联合国会员国 | 引發獨立事件                       | 獨立戰爭                 | 獨立時間                                                      | 首個承認獨立國家           |
| 1980年代     | 1980年代                           | 1980年代                 | 1980年代                                                      | 1980年代                   |
| ------------ | ---------------------------------- | ------------------------ | ------------------------------------------------------------- | -------------------------- |
| 斯洛維尼亞   | 1990年斯洛維尼亞獨立公投           | 十日战争                 | 1990年12月23日（公投） 1991年6月25日（正式獨立）              | 南斯拉夫社會主義聯邦共和國 |
| 1990年代     |                                    |                          |                                                               |                            |
|              | 1991年克羅埃西亞獨立公投           | 克羅地亞戰爭             | 1991年5月19日（公投） 1991年6月25日（正式獨立）               | 欧盟 · 奥地利              |
| 北馬其頓     | 1991年馬其頓獨立公投               | 馬其頓紛爭（2001年顯現） | 1991年9月8日（公投） 1991年9月17日（和平獨立）                | 斯洛維尼亞                 |
|              | 1992年波士尼亞與赫塞哥維納獨立公投 | 波斯尼亞戰爭             | 1992年2月29日（公投） 1992年4月6日（美國承認獨立）            | 保加利亚                   |
| 塞族共和國   | 1992年波士尼亞與赫塞哥維納獨立公投 | 波斯尼亞戰爭             | 1992年2月9日（首次獨立） 1995年12月14日（回歸波黑；代頓協議） | 南斯拉夫联盟共和国         |
| 2000年代     |                                    |                          |                                                               |                            |
| 蒙特內哥羅   | 2006年黑山獨立公投                 | 不適用                   | 2006年5月21日（公投） 2006年6月3日（正式獨立）                | 爱沙尼亚 · 法國            |
| 科索沃       | 2008年科索沃獨立公投               | 科索沃戰爭               | 2008年2月17日（宣佈獨立） 2008年2月17日（正式獨立）           | 阿尔巴尼亚                 |

### 阿爾巴尼亞社會主義人民共和國
1991年，阿爾巴尼亞最高領導人、阿尔巴尼亚劳动党第一书记拉米兹·阿利雅也宣布开始实行多党制，国家走上政治多元化和議會民主的道路，放弃「社会主义专政」，军队、公安、司法、外交等重要部门实行非政治化和非党化。同年发生三次阿國公民大规模出逃到意大利、希腊等西歐國家的事件，总人数达15万，占全国人口的5%。3月31日举行首次多党民主选举，产生了第一个多党议会，更改国名為阿尔巴尼亚共和國。原執政黨阿爾巴尼亞勞動黨正式消亡，另建立奉行社會民主主義的新政黨名為阿爾巴尼亞社會黨並作出改組，而前阿爾巴尼亞勞動黨黨員也集體退黨。但實行民主化初期並不順利，阿爾巴尼亞政局仍然動盪不安且為歐洲最貧窮國家，當時犯罪率十分高企，而執政黨阿爾巴尼亞民主黨也有操控選舉行為。1997年因執政黨阿爾巴尼亞民主黨領袖薩利·貝里沙主導的龐氏騙局令不少阿爾巴尼亞人積蓄一日間蒸發，結果發生內戰，令非法槍械一度廣泛流出市面（後來阿爾巴尼亞政府成功收集大部分非法槍械並銷毀）。直至2000年後至今阿爾巴尼亞政局和社會才轉趨穩定，近年阿爾巴尼亞犯案率大減，民主制度已趨於完善，經濟和社會也持續穩健發展。

## 從東方到西方
如欲改善與西方世界的政治及經濟關係，要面對最大的障礙仍然為東歐的鐵幕，只要蘇聯軍隊會從中干涉的陰影還存在，便很難從西方吸引經濟支持和資助國家重建。苏联共产党总书记米哈伊尔·戈尔巴乔夫力求東歐各國模仿他的開放政策。当匈牙利和波兰的改革派在自由化的激励之下变得更活躍，但其它东欧集团的国家仍然公开对改革表示疑虑而规避，过去经验已表示虽然苏联的改革是可受到控制的，但东欧国家内部求变的压力可能會劇烈到让改革失控。这些政权从产生到生存都完全依赖于苏联的军力和援助以支撐，而產生類似苏联的集权统治。部分东欧的共產黨統治者們認定戈巴契夫的改革將不長命，如波兰的沃伊切赫·雅鲁泽尔斯基、匈牙利的卡达尔·亚诺什、东德的埃里希·昂纳克、保加利亚的托多尔·日夫科夫、捷克斯洛伐克的古斯塔夫·胡萨克，其中特别是罗马尼亚的尼古拉·齐奥塞斯库都顽固地忽略了要求变革的呼声。德国统一社会党政治局的一位成员更宣称道：「你的邻居换新墙纸，并不意味着你也要换。」

## 影響

### 也门统一

统一前的北也门（橘色）、南也门（藍色）

80年代末，由于苏联从南也门撤军以及东欧共产政权的相继垮台，實行多年社会主义的南也门迫于经济形势和外交孤立局面，最终寻求和親美的北也门统一。90年4月南北也门元首在阿拉伯也门的塔兹签署《统一协定(草案)》。1990年5月22日也門共和國宣告成立，由北也門總統薩利赫擔任總統。

### 中国大陆六四事件
八九學運與東歐的民主運動，其革命情緒在那時期有著密切關連。而歷史研究指出，六四清場所造成的嚴重政治與歷史後果，促成了東歐共產領導層妥協，最終促成這些東歐社會主義政權以和平型式，成功演變為現代化國家。

### 1990年蒙古民主革命
1990年1月12日发生在蒙古人民共和国首都乌兰巴托的一起政治事件。这起事件最终使得蒙古修订宪法，实行政治民主化。。

### 对国际共运影响
法、意、西等国的共产党自苏东剧变至今，党员人数逐步减少，在议会选举中的选票不断下降，党报发行量也大幅下降。不少原共产党支持者轉而支持社會民主黨。

### 冷戰結束
1989年12月3日，美蘇兩國領袖在馬爾他的高峰會上宣佈結束冷戰。1990年7月，西德總理赫尔穆特·科尔說服戈巴契夫不反對德國在北約組織下實現統一，以作為德國持續經濟援助蘇聯的回報，清除了兩德統一的最後障礙。
1991年7月1日，華沙條約組織在布拉格的會議中宣佈正式解散。在同月的高峰會上，戈巴契夫與美國總統老布什建立美蘇戰略夥伴關係，使冷戰走向終結。布什總統稱在波斯灣戰爭中，實現美蘇合作，從而在處理雙方及世界問題上打好基礎。

### 蘇聯解體
1991年8月19日，苏联共产党中的保守派发动了一场不成功的政变，软禁了当时正在黑海畔度假的苏共中央总书记、苏联总统米哈伊尔·戈尔巴乔夫，试图收回下放给加盟共和国的权力，同时终止不成功的经济改革。但是在人民、军队和大多数苏共党员的联合反对下，政变仅仅维持3天便宣告失败。虽然戈巴契夫在政变结束后恢复了职务，但联盟中央已经无法控制在平息政变的过程中大大加强的加盟共和国的分离势力。俄罗斯总统叶尔欽下令宣布苏共和俄罗斯共产党为非法组织，并限制其在俄罗斯境内的活动。
1991年12月25日，為了避免蘇聯境內爆發內戰，苏联总统戈尔巴乔夫宣布辞职，將國家權力移交給俄羅斯總統鲍里斯·叶利钦。至此，立国69年的苏联解体。
1991年12月26日，蘇聯最高蘇維埃通過最後一項決議，就蘇聯停止存在和建立獨立國家國協一事發表宣言，並通過議會關於蘇聯及聯盟國家政權機構和管理機構的法律繼承問題的決議，至此，立國69年的蘇聯正式解體。在這之後，許多前蘇聯加盟共和国的共产党都自行解散，或更改党名为“社会党”，“社会民主党”等。